# Les Moitiers-d'Allonne
Les Moitiers-d'Allonne är en kommun i departementet Manche i regionen Normandie i norra Frankrike. Kommunen ligger i kantonen Barneville-Carteret som tillhör arrondissementet Cherbourg. År 2022 hade Les Moitiers-d'Allonne 730 invånare.

## Befolkningsutveckling
Antalet invånare i kommunen Les Moitiers-d'Allonne
| Referens: INSEE |